# Lookin’ for a Good Time
«Lookin’ for a Good Time» — второй сингл американской кантри-группы Lady Antebellum с их одноимённого дебютного альбома.

## Информация о песне
Сайт, посвящённый кантри-музыке, The 9513 опубликовал положительный отзыв о «Lookin' for a Good Time», хотя и раскритиковал простоту песни и продюсерскую работу, «убившую всю композицию»; тем не менее, в рецензии даётся положительная оценка вокала, который позволяет «выделить эту группу среди множества других исполнителей, звучащих на кантри-радио».
Песня также распространялась в качестве скачиваемого контента к игре Tap Tap Revenge для iPhone OS.

## Персонал
В работе над записью песни принимали участие:
- Чед Кромвель - ударные, тамбурин
- Ларри Франклин - скрипка
- Джейсон Гэмбилл — электрогитара
- Роб Макнелли - электрогитара
- Пол Уорли — электрогитара
- Дэйв Хейвуд — акустическая гитара
- Крейг Янг - бас-гитара
- Майкл Роуджаз — орган Хаммонда
- Чарльз Келли - вокал
- Хиллари Скотт - вокал

## Позиции в чартах
Песня дебютировала на 60 месте хит-парада Billboard Hot Country Songs и добралась в нём до 11 позиции.
| Чарт (2008—2009)                  | Лучший результат |
| --------------------------------- | ---------------- |
| США (Billboard Hot Country Songs) | 11               |
| США (Billboard Hot 100)           | 67               |